# 向田佳元
向田 佳元（むかいだ よしもと、1956年4月11日 - ）は、群馬県桐生市出身の元アマチュア野球選手（投手）である。

## 人物・来歴
前橋工業高校では1973年夏の甲子園に出場。2回戦（初戦）で福井商に完封負け。この試合はリリーフで甲子園初登板を果たす。翌1974年夏の甲子園にエースとして連続出場。準々決勝では静岡商の高橋三千丈と投げ合い1-0で完封勝ち。準決勝に進むが、銚子商の土屋正勝に完封負けを喫する。
早稲田大学に進学。東京六大学野球リーグでは1年生から起用される。1976年の明治神宮野球大会では、決勝で法大の江川卓と投げ合うが完封負けを喫する。北口勝久（松下電器）との二本柱で1978年秋季リーグ優勝に貢献。同年の春季リーグ戦での慶大3回戦で、小川友次（阪急ブレーブス広報担当、宝塚歌劇団理事長を経て、タカラヅカ・ライブ・ネクスト社長）の決勝本塁打を浴びて、5季ぶりの勝ち点を譲る。直後の明治神宮野球大会は準決勝で中本茂樹のいた同志社大に敗れた。1979年春季リーグでは三谷志郎（のちプリンスホテル）とともに投手陣の主軸として在学中2度目の優勝。全日本大学野球選手権大会は、決勝で中大の香坂英典に抑えられ準優勝に終わる。同年の日米大学野球選手権大会日本代表に選出され6試合に登板。第2戦では勝利投手となる。大学同期に有賀佳弘、岡田彰布、島貫省一がいた。
卒業後は富士重工業に入社、エースとして活躍する。1980年の社会人野球日本選手権は準々決勝に進み、日本鋼管福山の田村忠義と投げ合うが延長12回惜敗。同大会の優秀選手賞を獲得。翌1981年の社会人野球日本選手権では3勝を挙げ決勝に進出。大昭和製紙北海道を延長10回1-0で降し優勝、最高殊勲選手に選出される。チームメイトに橋本敬司らがいた。1982年のアマチュア野球世界選手権日本代表となる。その後も全太田野球倶楽部では老練な投球でクラブ選手権準優勝にも貢献した。1996年から3年間は富士重工業監督。